# Star Wars à la télévision
 Pour plus de détails, voir Fiche technique et Distribution
Star Wars est une saga cinématographique américaine qui s'est déclinée dans d'autres formats, et notamment à la télévision sous forme de téléfilms et de séries télévisées.

## Téléfilms
- 1978 : Au temps de la guerre des étoiles : son histoire se situerait entre les épisodes IV et V. N'ayant pas supervisé la réalisation, George Lucas découvre un programme qu'il juge tout à fait ridicule et obtient que ce dernier ne soit plus jamais diffusé[1].
- 1984 : L'Aventure des Ewoks : le vaisseau de la famille Towani s'écrase sur la lune d'Endor. Les parents, Jermitt et Catarine, sont capturés par le géant Gorax tandis que les enfants, Mace et Cindel sont récupérés par les Ewoks. Mace et Cindel partent à la recherche de leurs parents avec l'aide des Ewoks[2].
- 1985 : La Bataille d'Endor : suite de L'Aventure des Ewoks, l'histoire se passe quelques semaines après le téléfilm précédent. Toute la famille Towani, à l'exception de Cindel, est tuée par des barbares qui recherchent de « la puissance ». Cindel et Wicket s'échappent des barbares qui les avaient capturés et font la connaissance de Noa, un explorateur qui s'est écrasé sur Endor il y a fort longtemps. Tous ensemble, ils vont essayer de quitter Endor[3].

## Séries télévisées

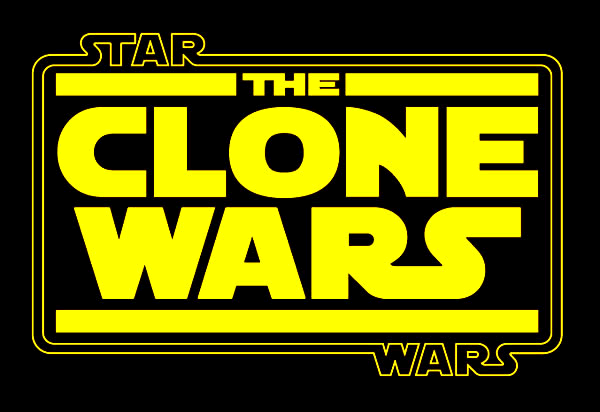
Star Wars: The Clone Wars est l'une des principales séries de l'univers étendu.

### Présentation
- 1985-1986 : Droïdes : Les Aventures de R2-D2 et C-3PO : série d'animation qui se déroule entre l'épisode III et l'épisode IV. Elle raconte l'histoire de R2-D2 et C-3PO quinze ans avant Un nouvel espoir[4].
- 1985-1986 : Ewoks : série d'animation se produisant avant les événements du Retour du Jedi et des téléfilms L'Aventure des Ewoks et sa suite La Bataille d'Endor[5].
- 2003-2005 : Star Wars: Clone Wars : série d'animation qui se place entre l'épisode II et l'épisode III[6]. Série au style léger, elle relate des événements de la guerre des clones[6]. Son histoire n'est plus considérée comme officielle depuis la sortie de The Clone Wars.
- 2008-2014 et 2020 : Star Wars: The Clone Wars : série d'animation dont l'action se déroule entre L'Attaque des clones et La Revanche des Sith[7]. Elle fait suite au film dérivé du même nom qui sert de pilote. Elle relate des événements de la guerre des clones et place les soldats clones au centre de l'histoire.
- 2014-2018 : Star Wars Rebels : série d'animation se passant quatorze ans après La Revanche des Sith[8]. Elle raconte l'histoire d'un petit groupe de rebelles qui voyage à bord du Ghost, tandis que l'Empire les pourchasse[9].
- 2017-2018 : Star Wars : Forces du destin : mini-série d'animation mettant en scène les héroïnes de Star Wars[10],[11].
- 2018-2020 : Star Wars Resistance : série d'animation dont l'action survient en même temps que la troisième trilogie. Elle raconte l'histoire de Kazuda Xiono, un jeune pilote de la Résistance[12],[13].
- 2019-en cours : The Mandalorian : série en prise de vues réelles dont l'histoire se déroule entre Le Retour du Jedi et Le Réveil de la Force. Elle suit le récit d'un chasseur de primes qui se fait appeler Le Mandalorien[14].
- 2021-2024 : Star Wars: The Bad Batch : série d'animation dont l'action survient juste après les événements de La Revanche des Sith et de The Clone Wars. Elle suit l'histoire d'une escouade nommée le Bad Batch[15].
- 2021-en cours : Star Wars: Visions : série d'animation ne se déroulant pas dans l'univers canon. Il s'agit d'une série d'anthologie dont la première saison est composée de neuf courts métrages réalisés par des studios d'animation japonaise différents[16].
- 2021-2022 : Le Livre de Boba Fett : série en prise de vues réelles se déroulant en même temps que la série The Mandalorian et centrée sur le personnage de Boba Fett[17].
- 2022 : Obi-Wan Kenobi : série en prise de vues réelles centrée sur le personnage d'Obi-Wan Kenobi qui se passe dix ans après La Revanche des Sith[18].
- 2022-2025 : Andor : série en prise de vues réelles centrée sur le personnage de Cassian Andor[19].
- 2022 : Tales of the Jedi : série d'animation d'anthologie racontant les moments marquants de la vie de Jedi notables, notamment Ahsoka Tano et le comte Dooku[20],[21].
- 2023-en cours : Star Wars : Les Aventures des petits Jedi : série d'animation se déroulant deux-cents ans avant La Menace fantôme, durant la période de la Haute République[20].
- 2023-en cours : Ahsoka : série en prise de vues réelles dérivée de The Mandalorian et centrée sur le personnage d'Ahsoka Tano, développée par Jon Favreau et Dave Filoni[22].
- 2024 : Tales of the Empire : série d'animation d'anthologie racontant les moments marquants de la vie de membres de l'Empire galactique, à savoir Morgan Elsbeth et Barriss Offee[23].
- 2024 : The Acolyte : série en prise de vues réelles dont l'histoire se déroule 87 ans avant La Menace fantôme, durant la période de la Haute République[24],[25].
- 2024 : Skeleton Crew : série en prise de vues réelles développée par Jon Watts et Christopher Ford[26].
- 2025 : Tales of the Underworld : série d'animation d'anthologie racontant les moments marquants de la vie de mercenaires hors-la-loi, à savoir Asajj Ventress et Cad Bane[27].

#### Projets futurs
- 2026 : Maul: Shadow Lord : série d'animation se déroulant après La Revanche des Sith et centrée sur le personnage de Dark Maul[28].
- Star Wars: A Droid Story.

#### Projets abandonnés
- Star Wars Underworld, série en prises de vue réelles qui devait se dérouler entre l'épisode III et l'épisode IV[29]. Annoncée en 2005, elle est abandonnée en 2016[30].
- Star Wars Detours, série animée au ton comique qui devait se passer entre l'épisode III et l'épisode IV[31],[32]. Annoncée en 2009, elle est abandonnée en 2015[33],[34].
- Rangers of the New Republic, série dérivée de The Mandalorian[35]. Annoncée en 2020, elle est annulée en 2021[36],[37].
- Star Wars: Lando, qui devait être développée par Justin Simien, devrait finalement voir le jour sous la forme d'un film, écrit par Donald Glover et son frère Stephen (en)[38].

## LegoStar Wars
Courts métrages
- 2005 : Lego Star Wars: Revenge of the Brick (en) de Royce Graham.
- 2009 : Lego Star Wars: The Quest for R2-D2 (en) de Peter Pedersen (en).
- 2010 : Lego Star Wars: Bombad Bounty (en) de Peter Pedersen.

Téléfilms
- 2011 : Lego Star Wars : La Menace Padawan (en).
- 2012 : Lego Star Wars : L'Empire en vrac (en).
- 2020 : Lego Star Wars : Joyeuses fêtes (en) de Ken Cunningham.
- 2021 : Lego Star Wars : Histoires terrifiantes (en) de Ken Cunningham.
- 2022 : Lego Star Wars : C'est l'été ! (en) de Ken Cunningham.

Séries télévisées
- 2013-2014 : Lego Star Wars : Les Chroniques de Yoda : série d'animation de l'univers Lego Star Wars s'insérant entre l'épisode II et l'épisode III. Elle raconte un passage de la vie de maître Yoda qui essaie d'empêcher Dark Sidious de créer une arme capable de détruire la République[39].
- 2015 : Lego Star Wars : Les Contes des Droïdes : série d'animation de l'univers Lego Star Wars narrant la saga Star Wars de La Menace fantôme à Le Retour du Jedi, en passant par les séries The Clone Wars et Rebels, du point de vue des droïdes R2-D2 et C-3PO[40].
- 2016 : Lego Star Wars : L'Aube de la résistance : série d'animation se déroulant dans l'univers Lego Star Wars entre l'épisode VI et l'épisode VII.
- 2016-2017 : Lego Star Wars : Les Aventures des Freemaker : série d'animation se déroulant dans l'univers Lego Star Wars entre l'épisode V et l'épisode VI, et qui suit les aventures de la famille Freemaker[41].
- 2018 : Lego Star Wars: All-Stars (en) : série d'animation se déroulant dans l'univers Lego Star Wars. Elle raconte l'histoire des principaux personnages des épisodes I à IX de la saga[42].

## Accueil

### Critique
Téléfilms :
| Téléfilm                          | Allociné      | Metacritic | Rotten Tomatoes    |
| --------------------------------- | ------------- | ---------- | ------------------ |
| Au temps de la guerre des étoiles | · (193 notes) | NC         | NC                 |
| L'Aventure des Ewoks              | · (452 notes) | NC         | 23% (13 critiques) |
| La Bataille d'Endor               | · (287 notes) | NC         | NC                 |

Séries télévisées :
| Série télévisée                           | Allociné        | Metacritic        | Rotten Tomatoes     |
| ----------------------------------------- | --------------- | ----------------- | ------------------- |
| Droïdes : Les Aventures de R2-D2 et C-3PO | · (7 notes)     | NC                | NC                  |
| Ewoks                                     | · (23 notes)    | NC                | NC                  |
| Star Wars: Clone Wars                     | · (1456 notes)  | NC                | NC                  |
| Star Wars: The Clone Wars                 | · (5940 notes)  | 66 (11 critiques) | 93%                 |
| Star Wars Rebels                          | · (685 notes)   | 78 (4 critiques)  | 98%                 |
| Star Wars : Forces du destin              | · (33 notes)    | NC                | NC                  |
| Star Wars Resistance                      | · (104 notes)   | NC                | 92%                 |
| The Mandalorian                           | · (11929 notes) | 71 (43 critiques) | 93% (36 critiques)  |
| Star Wars: The Bad Batch                  | · (587 notes)   | 67 (9 critiques)  | 86% (92 critiques)  |
| Star Wars: Visions                        | · (304 notes)   | 79 (15 critiques) | 96% (52 critiques)  |
| Le Livre de Boba Fett                     | · (2123 notes)  | 59 (19 critiques) | 66% (200 critiques) |
| Obi-Wan Kenobi                            | · (3085 notes)  | 73 (19 critiques) | 82% (346 critiques) |
| Andor                                     | · (869 notes)   | 74 (31 critiques) | 93% (547 critiques) |
| Tales of the Jedi                         | · (188 notes)   | 78 (6 critiques)  | 100% (19 critiques) |
| Ahsoka                                    | · (1 514 notes) | 68 (25 critiques) | 73% (22 critiques)  |
| Tales of the Empire                       | · (132 notes)   | 76 (5 critiques)  | 88% (24 critiques)  |
| The Acolyte                               | · (312 notes)   | 67 (32 critiques) | 72% (29 critiques)  |

Lego Star Wars :
| Court-métrage / Série télévisée              | Allociné     | Metacritic       | Rotten Tomatoes    |
| -------------------------------------------- | ------------ | ---------------- | ------------------ |
| Lego Star Wars : Revenge of the Brick (en)   | NC           | NC               | NC                 |
| Lego Star Wars : The Quest for R2-D2 (en)    | NC           | NC               | NC                 |
| Lego Star Wars : Bombad Bounty (en)          | NC           | NC               | NC                 |
| Lego Star Wars : La Menace Padawan (en)      | · (59 notes) | NC               | NC                 |
| Lego Star Wars : L'Empire en vrac (en)       | · (19 notes) | NC               | NC                 |
| Lego Star Wars : Les Chroniques de Yoda      | · (28 notes) | NC               | NC                 |
| Lego Star Wars : Les Contes des Droïdes      | · (12 notes) | NC               | NC                 |
| Lego Star Wars : L'aube de la Résistance     | · (4 notes)  | NC               | NC                 |
| Lego Star Wars : Les Aventures des Freemaker | · (19 notes) | NC               | NC                 |
| Lego Star Wars : All-Stars (en)              | NC           | NC               | NC                 |
| Lego Star Wars : Joyeuses fêtes (en)         | · (90 notes) | 65 (9 critiques) | 74% (58 critiques) |
| Lego Star Wars : Histoires terrifiantes (en) | · (47 notes) | NC               | NC                 |
| Lego Star Wars : C'est l'été ! (en)          | · (34 notes) | NC               | 88% (8 critiques)  |

### Distinctions
Dans ces tableaux, sont uniquement répertoriées les récompenses obtenues par chaque œuvre.
Téléfilms :
|                             | Téléfilms                  | Téléfilms                |
| L'Aventure des Ewoks (1984) | La Bataille d'Endor (1985) |                          |
| --------------------------- | -------------------------- | ------------------------ |
| Emmy Awards                 | Meilleurs effets visuels   | Meilleurs effets visuels |

Séries télévisées :